# Pteria colymbus
Pteria colymbus är en musselart som först beskrevs av Roding 1798.  Pteria colymbus ingår i släktet Pteria och familjen Pteriidae. Inga underarter finns listade i Catalogue of Life.

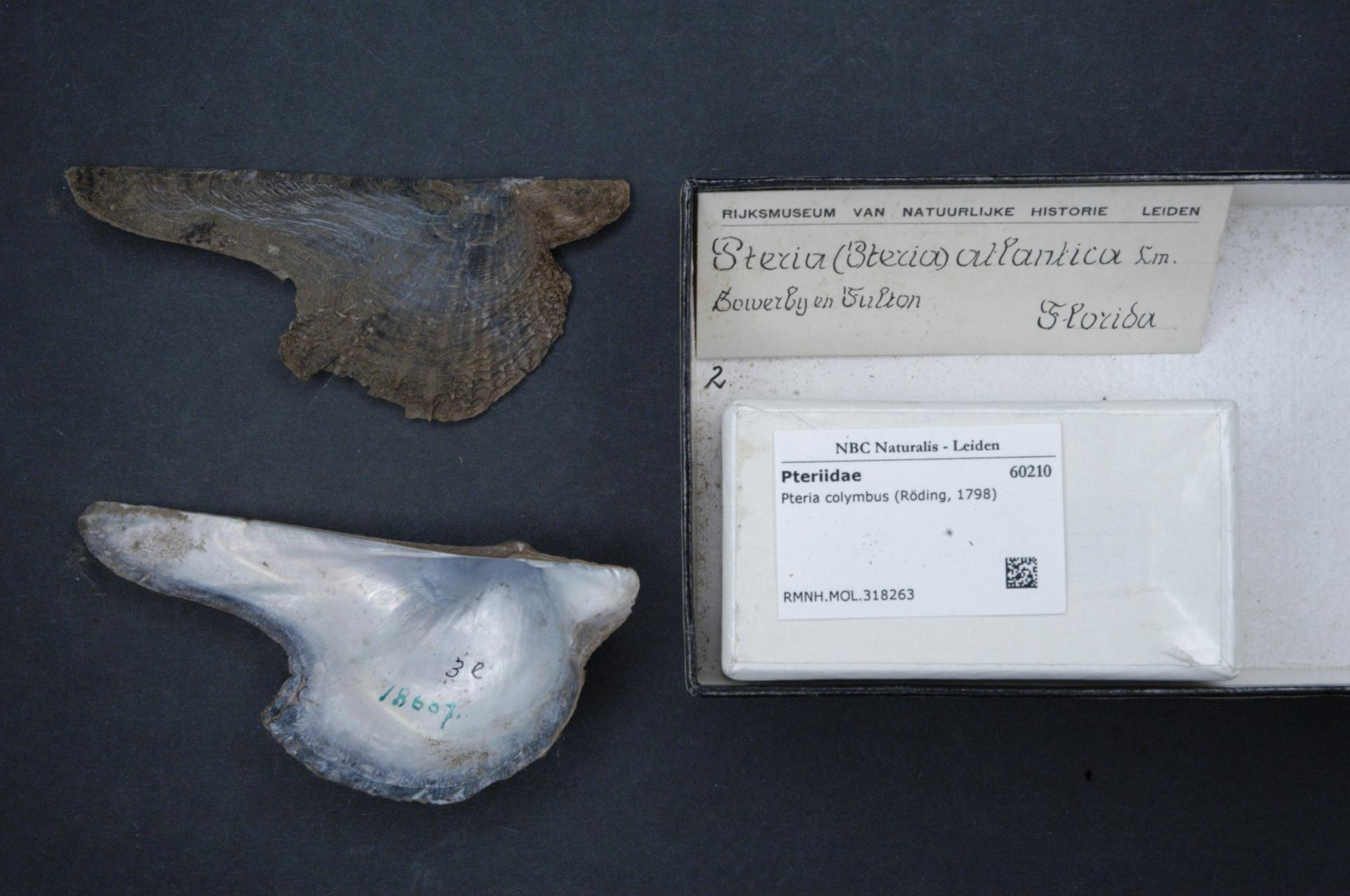
Pteria colymbus (Röding, 1798), museiföremål Naturalis